# Palazzo delle Poste (Firenze)
Il Palazzo delle Poste e Telegrafi è un edificio storico di Firenze, occupante un isolato della città, tra via Pellicceria, via Porta Rossa 8, piazza de' Davanzati 4, via de' Sassetti 2 e via degli Anselmi 1-2-3, a minima distanza da piazza della Repubblica e da piazza Strozzi.

## Storia
Data la situazione di dispersione dei servizi postali sistemati in edifici diversi del centro cittadino, nel 1903 il Comune di Firenze intraprese trattative con il Governo per la concessione di due lotti risultanti dalle operazioni di risanamento del vecchio centro (1885-1895) e rimasti invenduti (identificabili nell'area precedentemente occupata da San Miniato fra le Torri con un intero rione con non meno di sei strade, quattro piazzette e l'omonima chiesa), al fine della costruzione di un edificio che permettesse la riunificazione dei servizi postali e telegrafici della città.

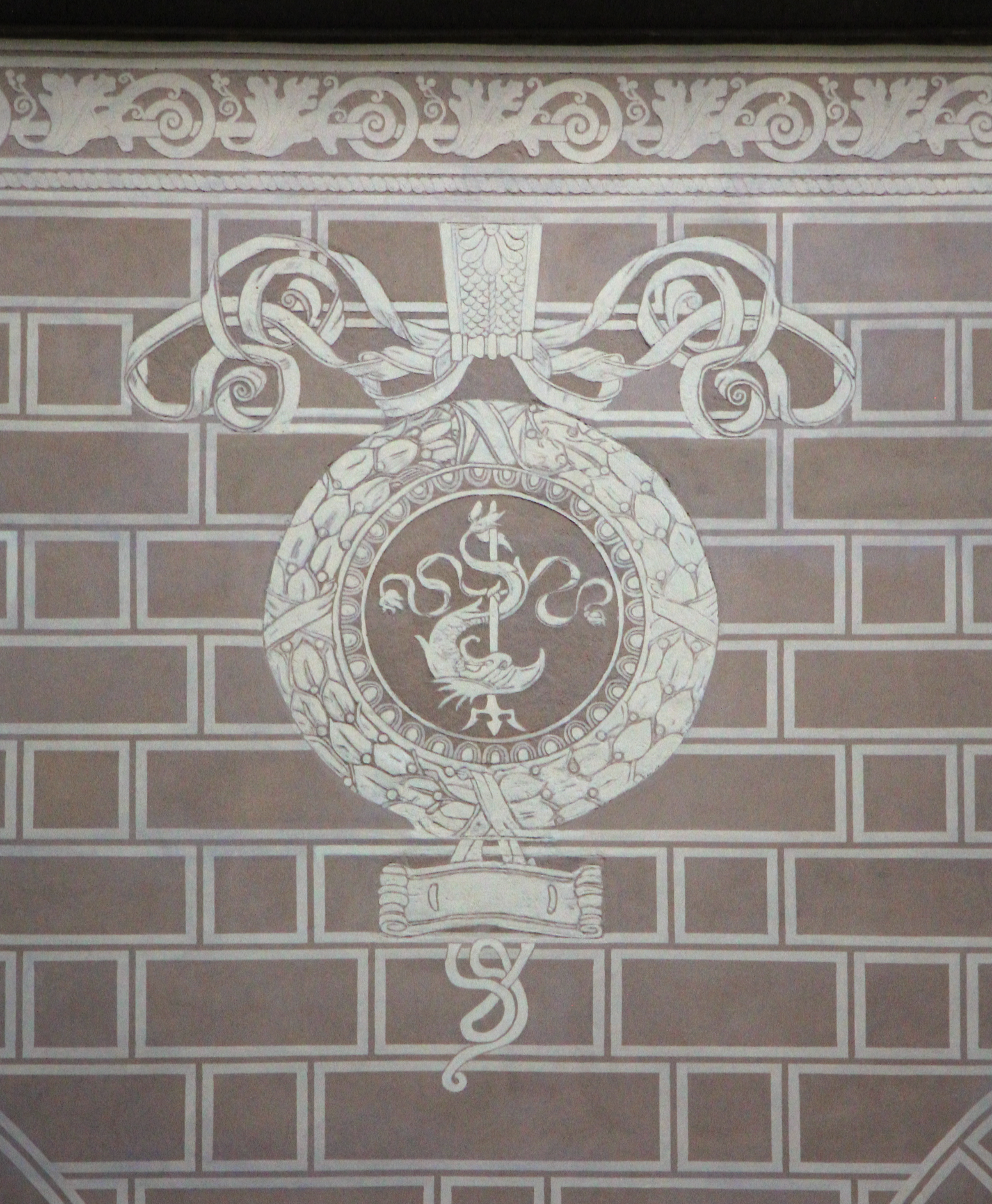
Sgraffito su via Sassetti

Inserita Firenze nella legge del 1904 per lo stanziamento dei fondi del ministro delle Poste e Telegrafi, secondo cui la costruzione doveva essere realizzata dal Comune per passare, alla conclusione dei lavori, allo Stato, l'incarico venne affidato all'ingegnere capo del Comune Vittorio Tognetti, e un primo progetto venne approntato da parte dell'Ufficio tecnico comunale. La copertura finanziaria venne assicurata tramite una convenzione con la Cassa di Risparmio e Depositi di Firenze. Per le numerose varianti e ampliamenti presto sorti (così come aspre critiche da parte degli ambienti accademici fiorentini) e venne steso un nuovo progetto che portò a fianco dell'ingegnere Tognetti il giovane architetto Rodolfo Sabatini.
Il progetto di massima prevedeva l'utilizzazione parziale dei due lotti contigui compresi fra via Pellicceria, via Porta Rossa e le aree delle attuali piazza Davanzati, via dei Sassetti e via degli Anselmi. Il progetto esecutivo, approvato il 15 maggio 1905, prevedeva un grande edificio a pianta quadrata con portici lungo via Pellicceria, in prosecuzione di quelli già esistenti su piazza Vittorio Emanuele (attuale piazza della Repubblica). Gli ambienti, distribuiti su tre piani più un ammezzato e un seminterrato, furono progettati in ragione delle sperimentazioni del tempo in banche e uffici pubblici, mentre per quanto concerne l'aspetto stilistico si risolse di fare riferimento una volta di più alla tradizione rinascimentale (anche se guardando più a esempi del nord Italia che non locali), con apparati decorativi progettati dall'architetto Eugenio Cioni. 
Nel luglio 1907 erano state eseguite le fondazioni e realizzato il sotterraneo. Constatata tuttavia l'insufficienza della costruzione, vennero sospesi i lavori ed elaborato un progetto di ampliamento sul terreno contiguo fino a via degli Anselmi per ospitare anche i servizi telefonici, secondo la proposta del ministro delle Poste Carlo Schanzer. 

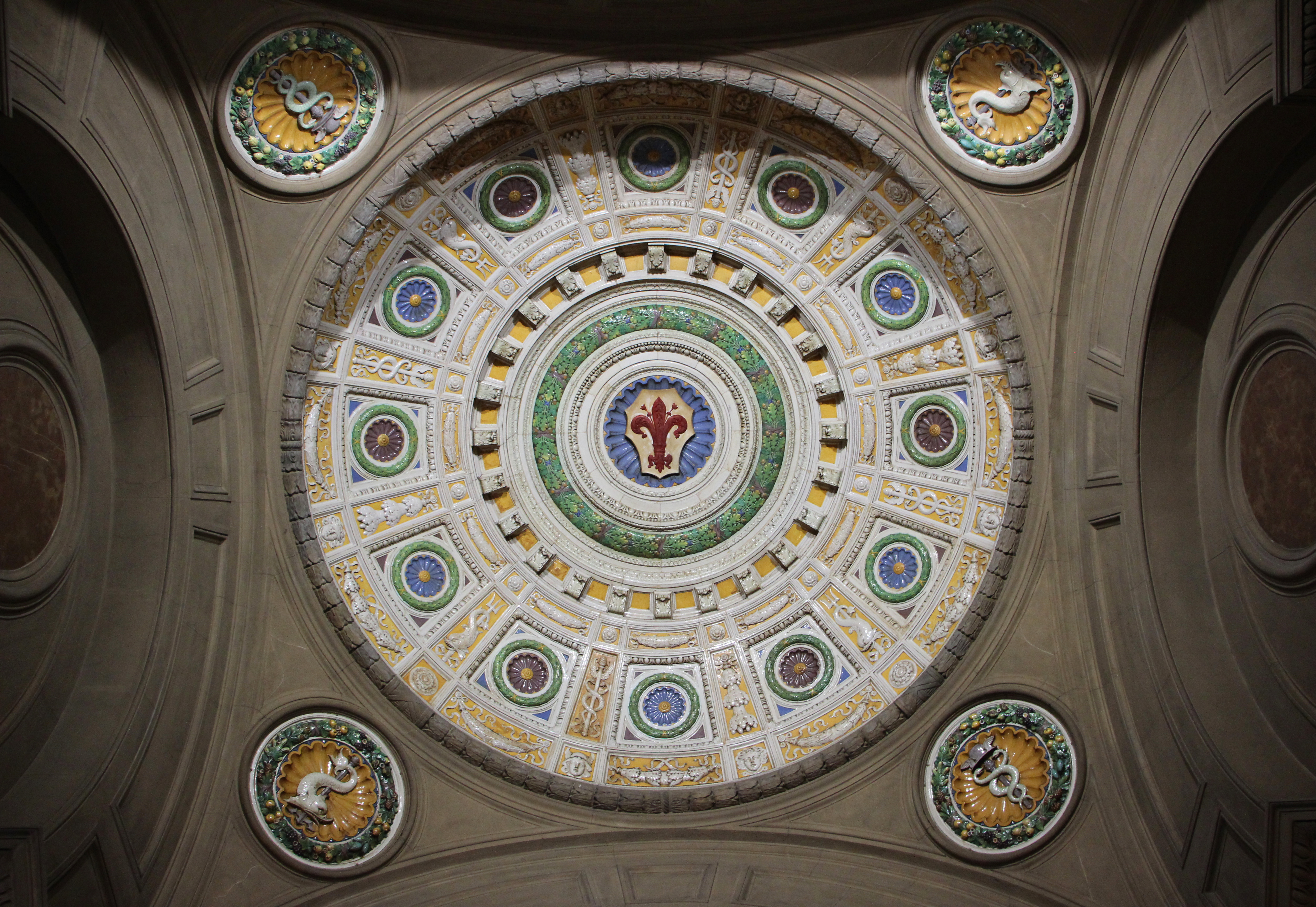
La cupoletta maiolicata del vano d'ingresso

Nel 1908 venne quindi affidato l'incarico di un nuovo progetto all'ingegner Tognetti e all'architetto Rodolfo Sabatini, da poco rientrato dagli Stati Uniti. Le opere murarie vennero terminate nel 1914. L'11 aprile di quell'anno venne aperto al pubblico il portico su via Pellicceria, poi i lavori subirono un rallentamento anche a causa degli eventi bellici. Il 20 ottobre 1916 si aprirono alcuni uffici, mentre la conclusione delle opere di finitura e degli impianti si protrasse fino al 1917, quando, in data 19 aprile, il palazzo venne inaugurato alla presenza del ministro delle Poste Luigi Fera e del sottosegretario di Stato Cesare Rossi.
L'edificio venne dotato dei più moderni impianti e servizi e particolare attenzione fu dedicata agli arredamenti e all'apparato decorativo degli ambienti per il pubblico.
Particolare cura venne riservata alla qualità degli arredamenti e dell'apparato decorativo: i tondi della facciata e le maioliche della cupola del vestibolo furono realizzati dalla ditta Cantagalli, i vetri dalla Manifattura Chini su disegni di Galileo Chini. La copertura in ferro e vetro della sala per il pubblico venne disegnata dall'ingegner Tognetti e realizzata dalle Officine del Pignone. Per quanto riguarda i graffiti delle facciate (costituiti da un motivo di base a finto bugnato sul quale ricorrono fregi a nastri e foglie d'acanto e ancora corone fitomorfe includenti i temi di una maschera e di una barca a vele spiegate) fu impiegata la ditta Luigi Matteini di Firenze. Per l'esecuzione degli elementi in pietra artificiale la ditta Luigi Caldini sempre di Firenze. Erano anche stati presi contatti, non proseguiti per ragioni di economia, con gli scultori Romeo Pazzini e Antonio Garella per un pannello decorativo da apporre sulla porta principale e con Galileo Chini per la realizzazione di un affresco nella galleria.

## Descrizione

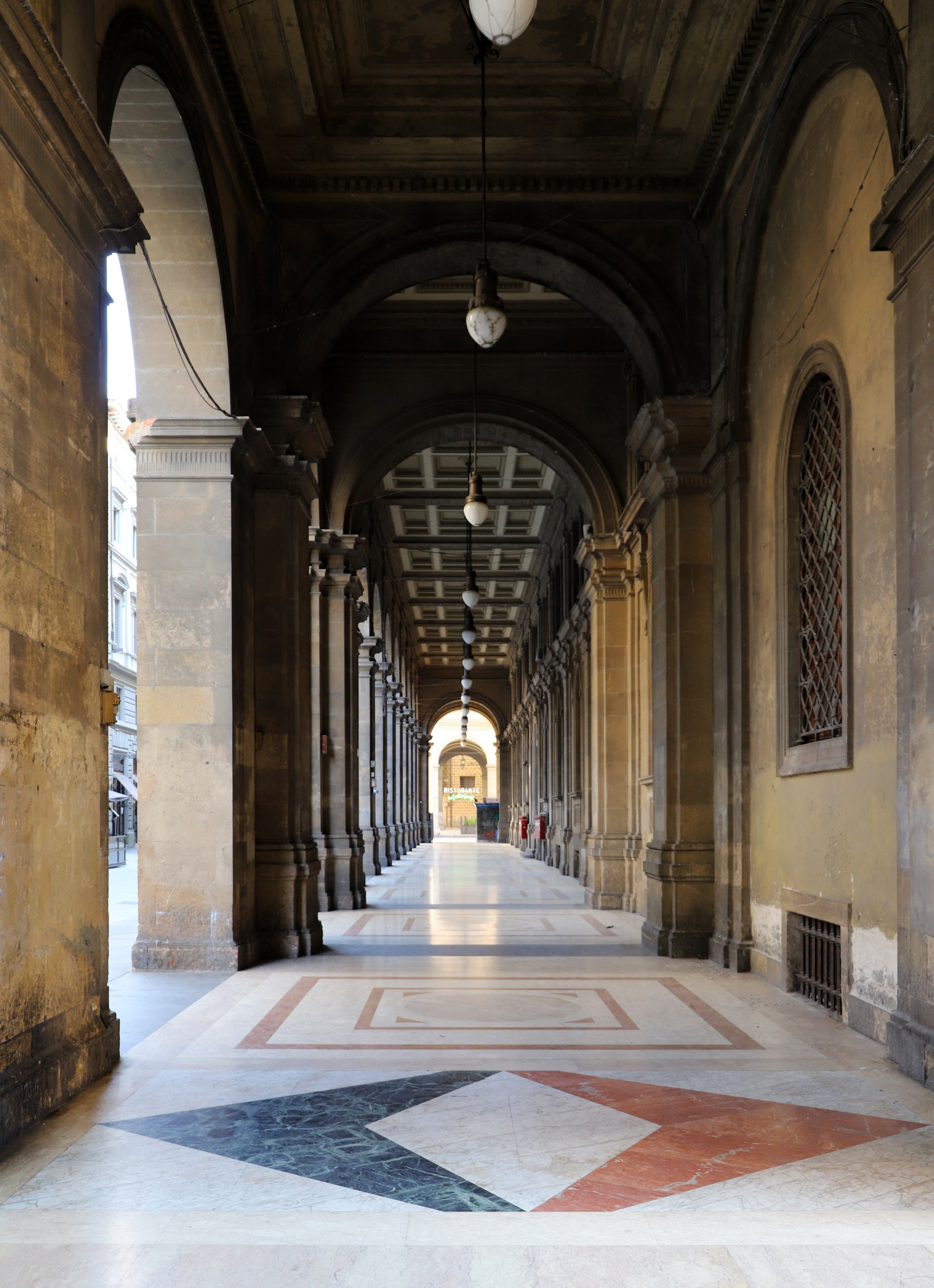
Il portico

Secondo una tipologia ampiamente sperimentata in banche ed edifici pubblici, la costruzione si articolava intorno ad un grande salone centrale coperto da una struttura leggera in acciaio e vetro.
La distribuzione degli ambienti fu progettata su tre piani più un ammezzato ed un seminterrato. Oltre ai sistemi tradizionali erano state adottate nella costruzione nuove tecnologie, realizzando le strutture in pilastri e travi di cemento armato con tamponamenti in mattoni forati e i solai in cemento armato, ad eccezione delle volte del sotterraneo.

### Esterno
Sul lato principale, prospettante la via Pellicceria, il palazzo presenta un porticato di undici campate scandite da pilastri, sviluppato per tutta l'altezza del piano terra e dell'ammezzato. Il porticato è collegato ai portici preesistenti sul lato ovest di piazza della Repubblica mediante uno stretto corpo di fabbrica a tre piani con due arcate a pian terreno tra le quali, nel largo pilastro centrale, si apre una nicchia con statua sotto cui è posta la lapide in bronzo dedicata ai caduti della prima guerra mondiale. L'alto basamento di finto bugnato, concluso da una cornice al di sopra delle arcate, è seguito da un trattamento del fronte a intonaco decorato a graffito e a finto filaretto. Sul fronte è inoltre affissa la lapide dedicata ad Antonio Meucci.
Tra le arcate del portico sono collocati medaglioni decorativi in terracotta policroma invetriata, con stemmi di città italiane, della Manifattura Cantagalli.

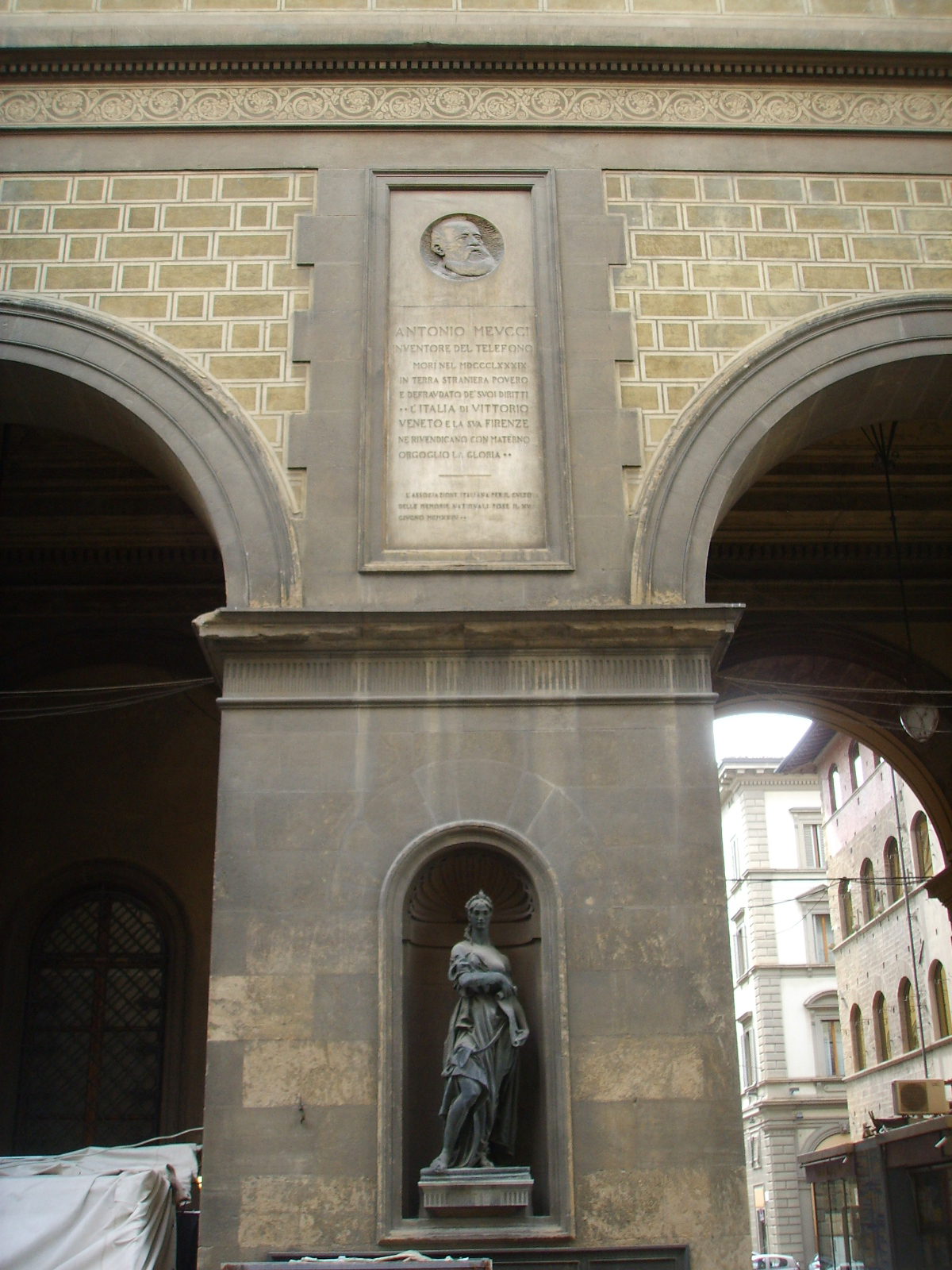
La targa dedicata a Meucci e il monumento ai Caduti di Giulio Passaglia

Caratteri di una certa imponenza presenta anche il fronte su piazza Davanzati, articolato in tre parti e rivestito in bugnato rustico nel settore basamentale. La parte centrale è scandita da sette arcate a tutto sesto tamponate, all'interno delle quali si aprono i due portoni di accesso secondario, incorniciati e timpanati, e finestre incorniciate ad arco. Oltre il piano ammezzato, illuminato da aperture regolari, si eleva un ordine di finestre ad edicola architravate, con timpano semicircolare e parapetti a traforo, sormontate dalle piccole lucifere del secondo piano ammezzato, spartite da stemmi e cartigli in piccoli riquadri.
All'ultimo piano un'altana domina i due prospetti.
Le finestre sono ad arco, inginocchiate e chiuse da inferriate al piano terreno, ad arco al primo piano, ed a bifora al secondo piano con centine a tutto sesto, colonnette e occhio centrale, parapetto decorato da motivi geometrici e conchiglie al centro.
Su via Porta Rossa il fronte è più semplice, con tre ordini di sette finestre ciascuno e paramenti decorati a graffito. Su questo lato è l'ingresso all'Ispettorato Territoriale della Toscana del Ministero dello Sviluppo Economico e Comunicazioni.
Su via degli Anselmi il fronte è scandito da nove aperture, costituite a pian terreno da tre ingressi di servizio ad arco intervallati da finestrature rettangolari incorniciate e inginocchiate, chiuse da inferriata.
Sotto il portico di via Pellicceria si apre l'ingresso principale, incorniciato e timpanato, fiancheggiato da finestre inginocchiate e sormontate da una fila orizzontale di finestre architravate a trifora del mezzanino, inserite nelle lunette del portico stesso. Sempre da questo lato, si segnalano varie memorie: sull'ultimo pilastro di destra una lapide in marmo con medaglione dedicata a Antonio Meucci (posta il 15 giugno 1924 dall'Associazione Italiana per il Culto delle Memorie Nazionali); sullo stesso pilastro una lastra con i nomi dei postelegrafonici caduti nella guerra 1915-1918 sormontata da una statua simbolica raffigurante La Vittoria modellata in bronzo dallo scultore Giulio Passaglia; sullo stesso pilastro una epigrafe in memoria dell'ufficiale postale Vittorio Locchi (posta, come la precedente, nel 1924); e ancora una lapide con i nomi dei postelegrafonici fiorentini caduti nella guerra 1940-1945 (posta nel 1958).

#### Lapidi
Sulla facciata della sezione che si occupava delle nuove linee telefoniche, si trova una lapide ad Antonio Meucci, inventore del telefono:
| ANTONIO MEVCCI INVENTORE DEL TELEFONO MORÌ NEL MDCCCLXXXIX I N TERRA STRANIERA POVERO E DEFRAVDATO DE' SVOI DIRITTI **L'ITALIA DI VITTORIO VENETO E LA SVA FIRENZE NE RIVENDICANO CON MATERNO ORGOGLIO LA GLORIA** L'ASSOCIAZIONE ITALIANA PER IL CVLTO DELLE MEMORIE NAZIONALI POSE IL XV GIVGNO MCMXXIV** |

Sempre sul palazzo delle Poste, ell'esterno del portico, si trova il monumento di Giulio Passaglia (1923), in memoria di Vittorio Locchi caduto a Matapan e degli altri caduti tra i postelegrafonici nella prima guerra mondiale, sotto al quale ci sono quattro riquadri bronzei: il primo e il terzo riportano l'elenco di nomi, il secondo l'iscrizione:
| NEL NOME GLORIOSO DI VITTORIO LOCCHI POETA E MARTIRE DELLA NUOVA ITALIA SI ASSOMMANO E SVBLIMANO COME NELLA VETTA SUPREMA LE PENDICI DELLA MONTAGNA LE VIRTV' CIVILI E MILITARI DI TUTTI I POSTELEGRAFONICI DELLA PROVINCIA IMMOLATISI PER LA GRANDEZZA DELLA PATRIA NELLA GVERRA DI REDENZIONE NAZIONALE 1915-1918 FIRENZE ORGOGLIOSA E RICONOSCENTE NELL'OTTAVO ANNIVERSARIO DELLA STORICA DATA 24 MAGGIO 1915 NE CONSACRA I NOMI VENERATI ALLA POSTERITA' DIEGO GAROGLIO |

A queste lapidi venne aggiunta una quarta nel 1958, in memoria dei caduti della seconda guerra mondiale, che richiese il rifacimento della cornice e il suo riposizionamento.
| I POSTELEGRAFONICI FIORENTINI AUSPICE LA PROPRIA SEZIONE EX-COMBATTENTI VOLLERO QUI INCISI NEL BRONZO I NOMI DEI COLLEGHI DI FIRENZE E PROVINCIA CADUTI PER LA PATRIA NELLA GUERRA 1940-45 FIRENZE 4 NOVEMBRE 1958 |

### Interno

#### Piano terra

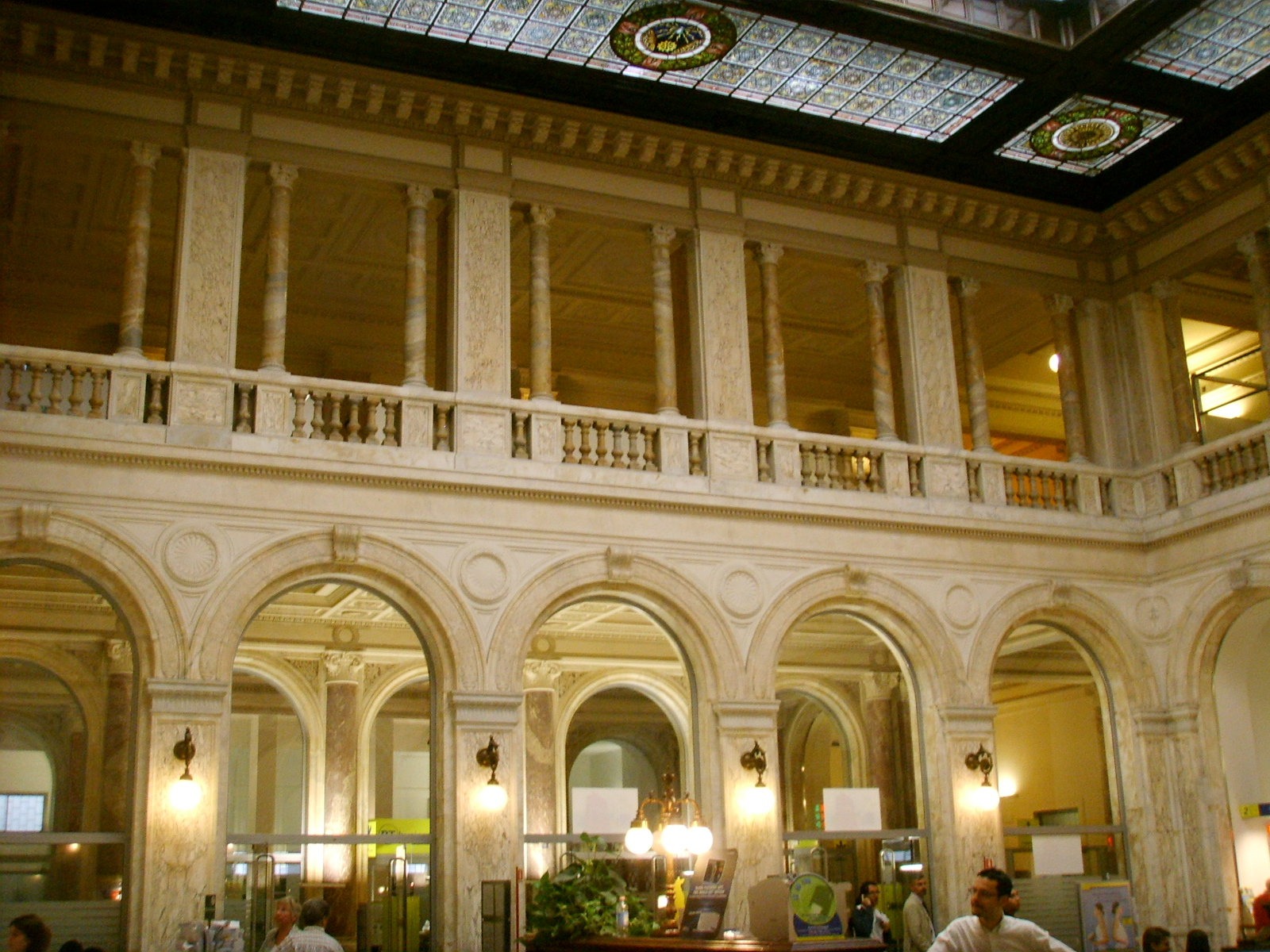
La sala per il pubblico

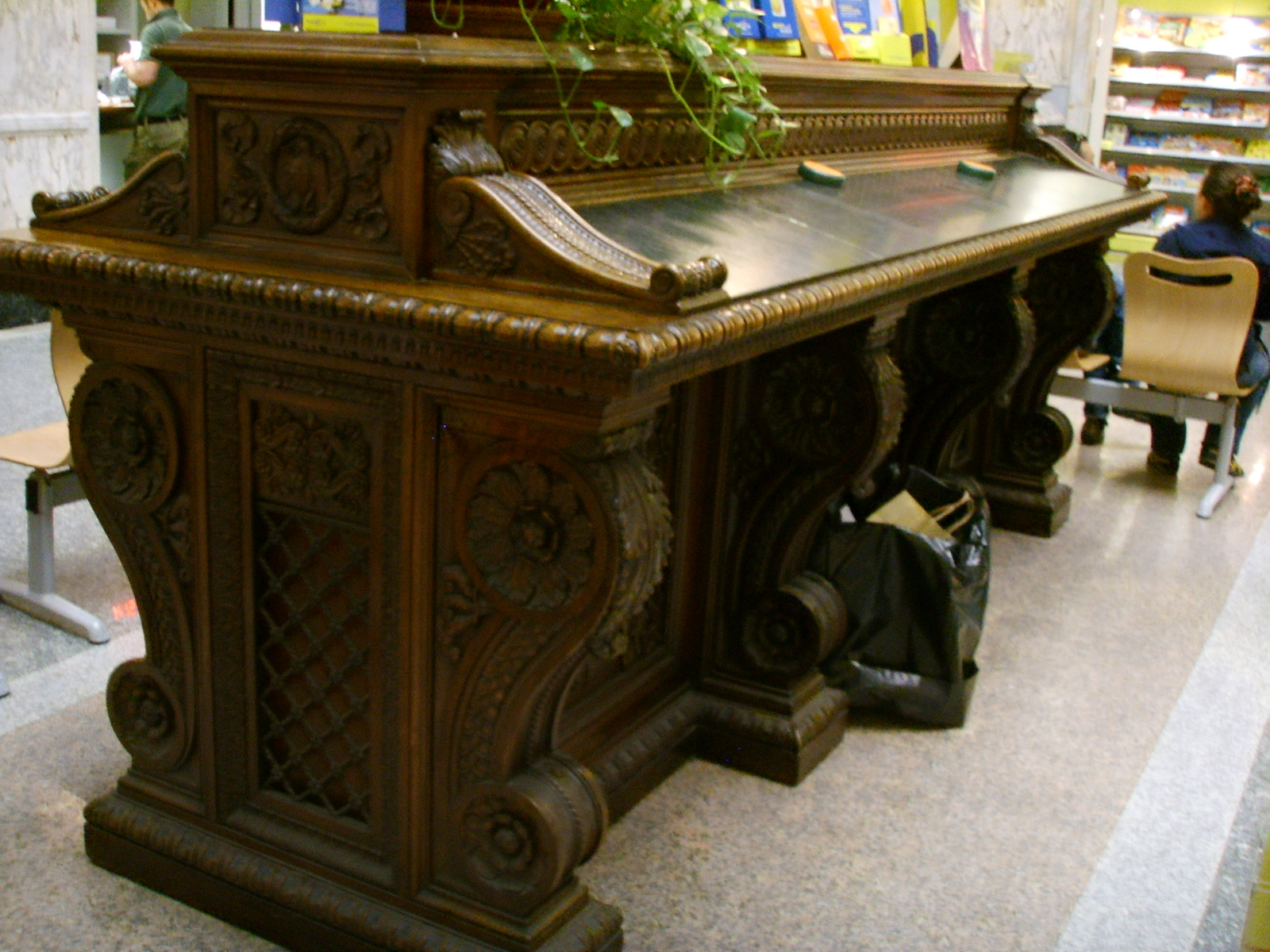
Il mobilio originale

All'interno, la distribuzione planimetrica avviene attorno a due cortili a pianta quadrata, di cui uno per i servizi al pubblico coperto da una struttura in acciaio e vetro, e l'altro scoperto di servizio, con accesso dall'ingresso carrabile sulla sinistra del fronte su piazza Davanzati.
L'ingresso principale immette in un piccolo vestibolo di forma quadrata, voltato a cupola decorata con formelle di maiolica policroma e medaglioni sui pennacchi (opera della manifattura Cantagalli, che realizzò anche i tondi sulla facciata), a sinistra del quale è posta la scala di servizio interna, a pozzo a tre branche.
Di fronte si sviluppa la galleria del piano terreno, pavimentata e rivestita in marmo, chiusa da un solaio piano decorato a stucco e fiancheggiata da cinque arcate separati da pilastri con mezze colonne corinzie addossate.
A sinistra si apre la grande sala per il pubblico, concepita a mo' di cortile rinascimentale coperto in ferro e vetro, con vetrate della Manifattura Chini, pavimento marmoreo decorato a motivi geometrici e pareti scandite da cinque arcate per ogni lato separate da pilastri. Tra gli archi si trovano medaglioni inseriti in chiave. Le arcate sono sovrastate dalla balaustra di affaccio del mezzanino, a sua volta scandito da pilastri e da colonne corinzie.
Un cornicione in aggetto conclude il trattamento delle pareti e sottolinea la struttura in acciaio con velario a vetri policromi di chiusura della sala.
Tra le arcate sono inseriti gli sportelli per il servizio al pubblico, attualmente diversi da quelli originali. Dell'arredo originale permangono i banconi per la scrittura.
A destra della galleria del pian terreno si apre la sala per i servizi telegrafici, di forma rettangolare piuttosto stretta, mentre in asse con l'ingresso, a conclusione della galleria, si eleva lo scalone marmoreo di collegamento con il piano ammezzato, dove sul primo pianerottolo si apre una trifora con vetri colorati.

#### Piani superiori

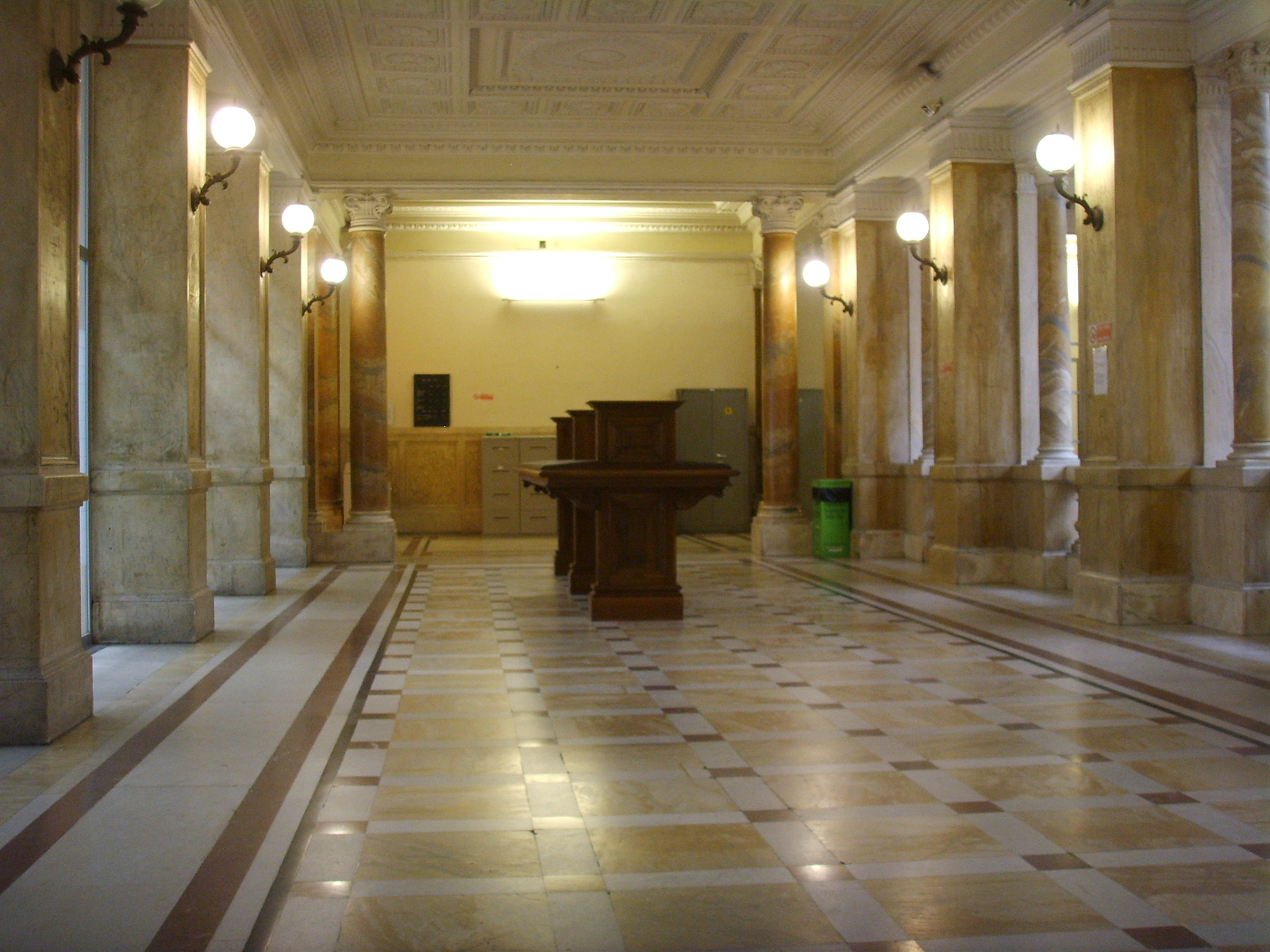
La galleria al primo piano

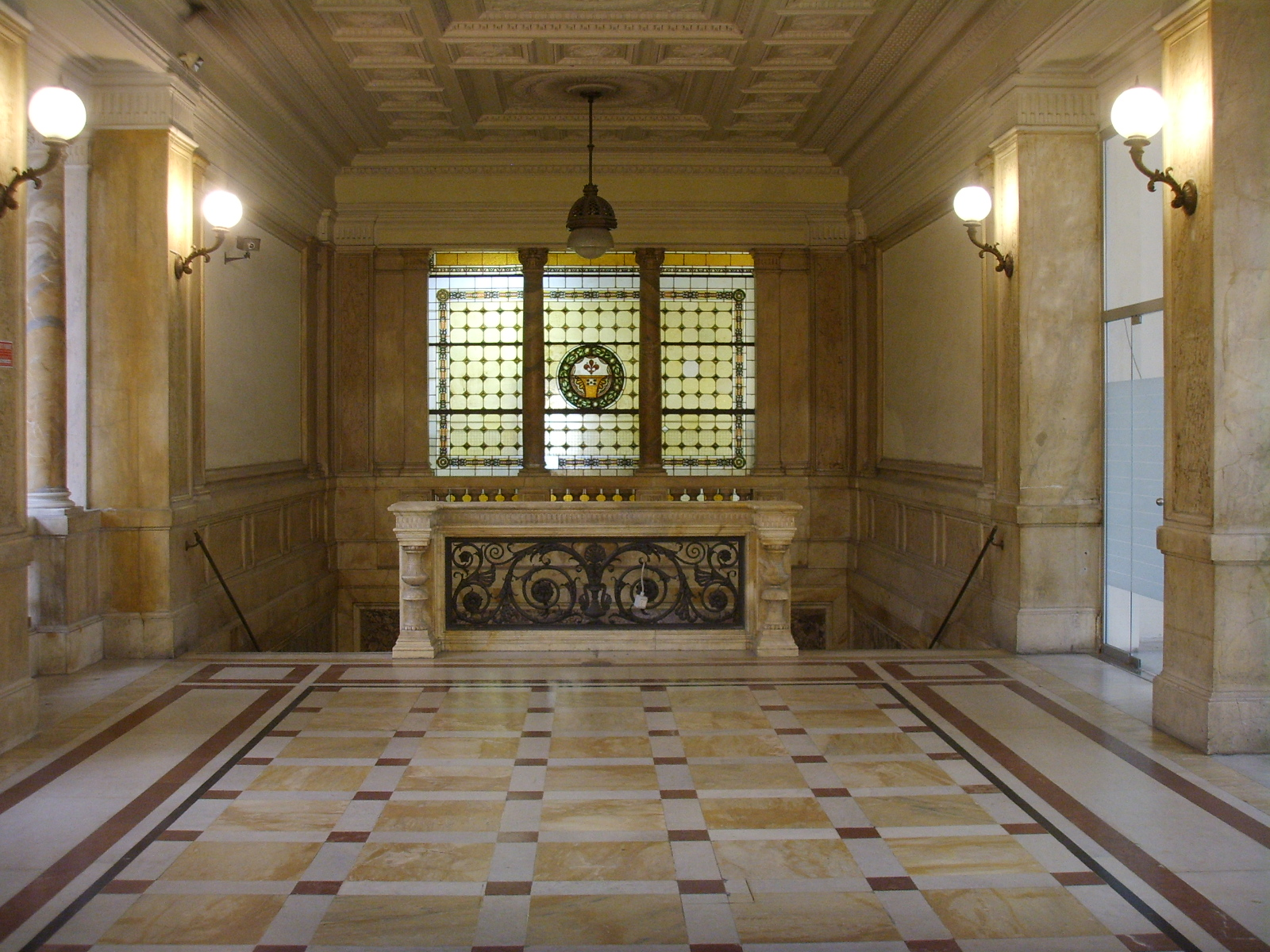
La galleria al primo piano verso la scala

La galleria superiore, che occupa l'altezza del mezzanino, ospita altri servizi per il pubblico e al pari della galleria sottostante affida alla abbondante decorazione e all'impiego di materiali pregiati il suo carattere rappresentativo. Chiusa da un solaio piano con pannelli decorativi in stucco di sapore neo-quattrocentesco, il primo settore della galleria superiore, di arrivo della scalinata principale, è interamente rivestito in marmo ed è concluso da colonne corinzie.
Lo spazio riservato al personale interno è chiuso, all'estremità laterale di questo primo settore, da una cancellata in ferro battuto.
Il secondo lato della galleria è posto in comunicazione con la scala a pozzo che sale dal pian terreno e continua per tutti i piani dell'edificio, chiusa da un lucernario a vetri colorati.
Ai piani superiori sono ospitati la direzione e i diversi uffici.

## Fortuna critica
Secondo gli intenti della Delibera Comunale, ribaditi dal Tognetti nell'opuscolo del 1917, la veste architettonica del palazzo si ispirava "alla bella epoca del Rinascimento". 
Le esigenze di edificio "pubblico e moderno" richiedevano tuttavia "altre luci e altre proporzioni" che l'architetto Sabatini attuò dilatando sulla enorme mole del palazzo stilemi di sapore neo-manierista.
Le soluzioni decorative e soprattutto le particolari proporzioni degli elementi architettonici furono piuttosto criticate dai contemporanei. Oggi, il palazzo delle Poste è letto come una delle espressioni di un eclettismo neo-quattrocentista tipico delle ingombranti presenze architettoniche espressioni dello Stato nel primo ventennio del Novecento.

## Bibliografia

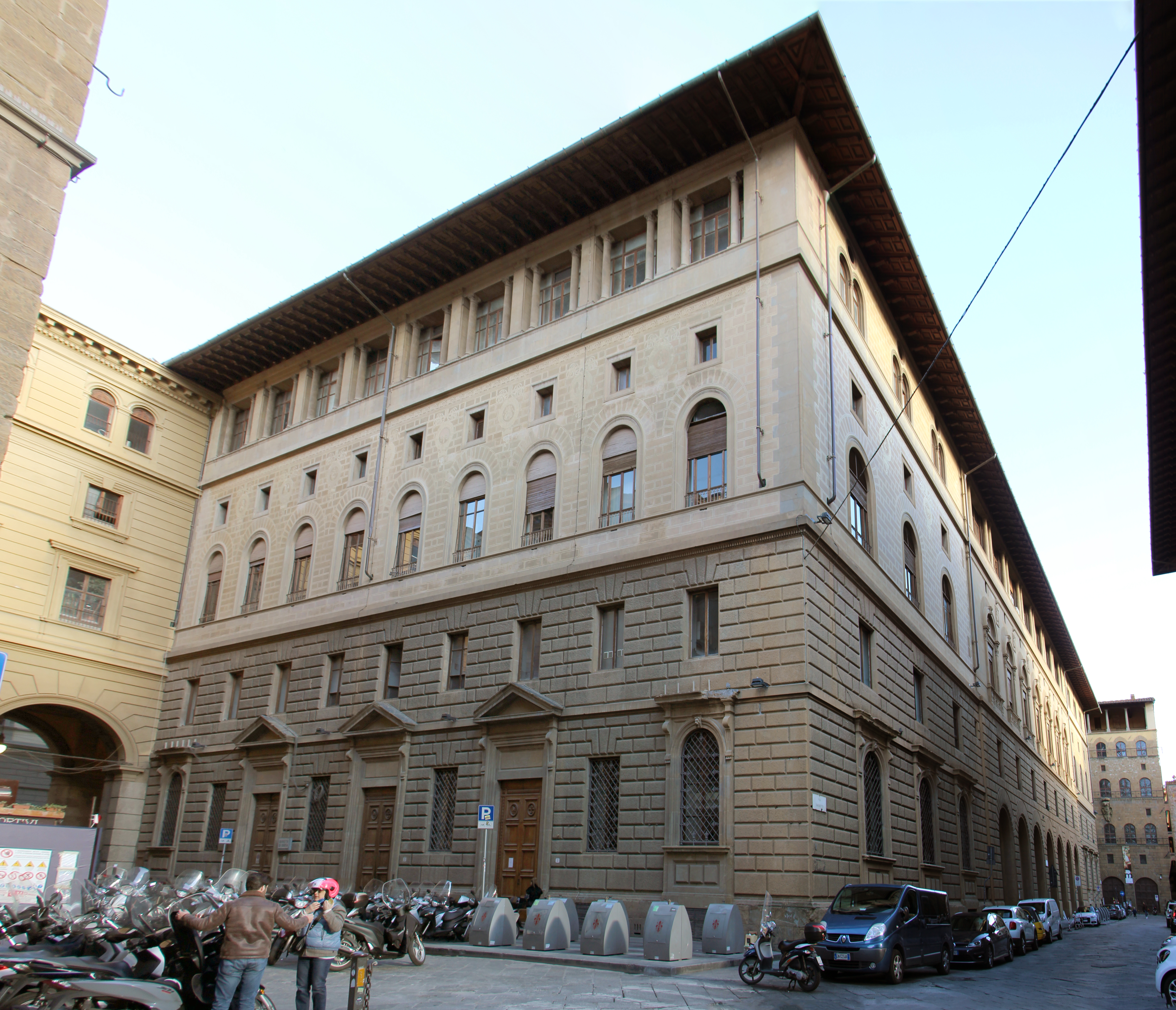
Veduta da via degli Anselmi